# Aristobrotica mirapeua
Aristobrotica mirapeua là một loài bọ cánh cứng trong họ Chrysomelidae. Loài này được de A miêu tả khoa học năm 1997.